# Güinope (ort)
Güinope är en ort i Honduras.   Den ligger i departementet El Paraíso, i den södra delen av landet, 40 km sydost om huvudstaden Tegucigalpa. Güinope ligger 1 310 meter över havet och antalet invånare är 2 716.
Terrängen runt Güinope är kuperad. Runt Güinope är det ganska glesbefolkat, med 30 invånare per kvadratkilometer. Güinope är det största samhället i trakten. 